# Драгиша Павловић
Драгиша Буца Павловић (Крагујевац, 5. октобар 1943 — Београд, 9. септембар 1996) био је друштвено-политички радник Социјалистичке Републике Србије и од 1986. до 1987. године председник Градског комитета Савеза комуниста Београда.

## Биографија
У Крагујевцу је завршио основну школу и гимназију. Дипломирао је на крагујевачком одељењу, најпре Машинског факултета, а потом и Економског факултета Универзитета у Београду. Докторирао је на Факултету политичких наука у Београду.
Као младић је ступио у чланство Савеза комуниста Југославије (СКЈ). У родном Крагујевцу налазио се на позицији директора Новинско-издавачког предузећа „Светлост”, а у времену до именовања на место шефа београдских комуниста, радио је у Ремонтном предузећу „Компресор”, затим у Институту за системе планирања и управљања у Београду. У Извршном већу Скупштине СР Србије налазио се на месту шефа кабинета председника Извршног већа, а потом и на позицији заменика председника Комитета за економске односе са иностранством. Такође је обављао функцију председника Привредне коморе Београда.
Павловић је у пролеће 1986. године изабран за председника Градског комитета Савеза комуниста Београда и постао је члан Председништва Централног комитета Савеза комуниста Србије. Био је близак сарадник и истомишљеник тадашњег председника Председништва СР Србије, Ивана Стамболића. Након што су уследиле тензије на Косову, између Албанаца и Срба, тадашњи председник Централног комитета Савеза комуниста Србије, Слободан Милошевић, посетио је у априлу 1987. године Косово Поље где је дао подршку Србима. Ти догађаји изазвали су раздор у српском државном и партијском врху. Тензије су се посебно појачале након убиства четири војника ЈНА у Параћину 3. септембра те године.
Павловић је 11. септембра, на конференцији за штампу, изговорио речи које су обележиле крај његове каријере:
Ситуација на Косову, која се не побољшава жељеном и обећаном брзином, ствара опасну атмосферу где свака реч изговорена против српског национализма је схваћена као национализам. Страствене речи могу донети само ватру.
Ове речи биле су упућене на рачун политике Српске академије наука и уметности (САНУ) која је својим „Меморандумом” тражила прекид дотадашње политике преговарања са косовским Албанцима и тражила енергичније и конкретније акције када је албански национализам у питању. Критика која је дефинисана са три речи „олако обећана брзина” била је упућена на рачун српских националиста, што је Драгиша Павловић и навео у својој књизи „Олако обећана брзина” и биле су један од повода за његову смену на чувеној Осмој седници Централног комитета Савеза комуниста Србије, која је одржана 23. и 24. септембра 1987.
Оптужба која му се стављала на терет је да не поступа у складу са Статутом СК и политиком која је дефинисана на нивоу СКЈ. Каснија дешавања, подметања хумореске „Војко и Савле”, чланци у Политици и Експресу били су увод у његову смену, разрешење са места члана Председништва ЦК СК Србије и искључење из чланства Савеза комуниста.
Овој седници претходила је пар седница затворених за јавност на којима је припремљено све што је на Осмој седници и наступило.
Након смене, радио је у Београду као представник једне словеначке фирме, а потом се бавио приватним бизнисом.
Павловић је аутор више књига. Последња му је „Олако обећана брзина”.
Драгиша Павловић је преминуо у Београду, 9. септембра 1996. године, од последица срчаних тегоба.

## Видите још
- Осма седница ЦК СКС